# Business Basic eXtended
Business Basic eXtended (BBx) ist eine zur BASIC-Familie gehörende Programmiersprache der Firma BASIS International Ltd.
1985 wurde der erste plattformunabhängige BASIC-Interpreter veröffentlicht. Seit 2001 steht mit Business Basic on Java (BBj) ein auf Java basierendes Framework zur Verfügung.